# Берникер, Майк
Майк Берникер (англ. Mike Berniker; 30 июня 1935, Бруклин, Нью-Йорк — 25 июля 2008, Грейт-Баррингтон, Массачусетс) — американский музыкальный продюсер, который был удостоен девяти наград «Грэмми» в течение своей карьеры за его работу над альбомами таких исполнителей, как Перри Комо, Стив Лоуренс и Эйди Горме, Джонни Мэтис и Барбра Стрейзанд. Работал в самых разных музыкальных жанрах, сотрудничая с лейблами Columbia Records и RCA Records.

## Биография
Родился 30 июня 1935 года, вырос в Бруклине. Учился в Колумбийском университете, изучал музыку и философию. Во время службы в армии Соединенных Штатов во Форт-Блисс в округе Эль-Пасо, штат Техас, вёл местное радио-шоу и занимался организацией концертов.
В шестидесятые годы Берникер уже продюсировал первые три альбома Барбры Стрейзанд: The Barbra Streisand Album (премия «Грэмми» за лучший альбом года), The Second Barbra Streisand Album и The Third Album; все они были успешны в коммерческом и критическом плане. Позже Берникер также спродюсировал классический хит Стрейзанд «People», первый сингл певицы, вошедший в первую десятку Billboard.
Позже продюсировал альбомы бродвейского характера, неоднократно номинировался на «Грэмми».
Он умер 25 июля 2008 года в Грейт-Баррингтоне, штат Массачусетс, от осложнений, вызванных болезнью почек.